# Pont National
De pont National (vroeger pont Napoléon geheten) is een brug over de rivier de Seine in de Franse stad Parijs. Deze brug werd in 1852 gebouwd op bevel van baron Haussmann als spoorwegverbinding in de Petite Ceinture. Na de slechting van de stadsomwalling van Thiers kwam er een wegbrug langs, deze verbindt de boulevard Poniatowski en de boulevard Masséna, beide onderdeel van de boulevards des Maréchaux. Ze werd twee keer vergroot: in 1939 en in 1942. Sedert 2012 rijdt ook tramlijn 3a over deze brug.
Pont Amont ·
Pont Alexandre-III ·
Pont de l'Alma ·
Pont de l'Archevêché ·
Pont d'Arcole ·
Pont des Arts ·
Pont d'Austerlitz ·
Viaduc d'Austerlitz ·
Pont Aval ·
Pont de Bercy ·
Pont de Bir-Hakeim ·
Pont du Carrousel ·
Pont au Change ·
Pont Charles-de-Gaulle ·
Pont de la Concorde ·
Passerelle Debilly ·
Pont au Double ·
Pont du Garigliano ·
Pont de Grenelle ·
Pont d'Iéna ·
Pont des Invalides ·
Passerelle Léopold-Sédar-Senghor ·
Pont Louis-Philippe ·
Pont Marie ·
Pont Mirabeau ·
Pont National ·
Pont Neuf ·
Pont Notre-Dame ·
Petit-Pont ·
Pont Rouelle ·
Pont Royal ·
Pont Saint-Louis ·
Pont Saint-Michel ·
Passerelle Simone-de-Beauvoir ·
Pont de Sully ·
Pont de Tolbiac ·
Pont de la Tournelle
Zie ook: Bruggen in Parijs · Lijst van bezienswaardigheden in Parijs · Seine · Rive Gauche · Rive Droite